# Marko Bogataj
Marko Bogataj, slovenski smučarski skakalec, * 12. maj 1976.
Bogataj je bil član kluba SSK Alpina Žiri. Med sezonama 1994/95 in 1997/98 je šestkrat nastopil v svetovnem pokalu. Točke je osvojil 25. februarja 1995 na letalnici v Oberstdorfu, ko je zasedel 30. mesto, in 11. januarja  1997, ko je na tekmi v švicarskem Engelbergu zasedel 29. mesto. Kariero je končal leta 2000.